# Aufrichtige Erzählungen eines russischen Pilgers

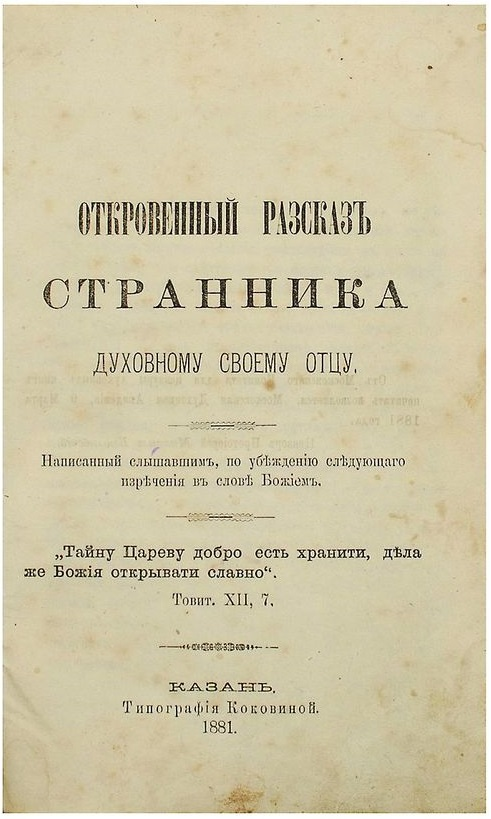
Titelblatt einer Ausgabe von 1881

Das Buch Aufrichtige Erzählungen eines russischen Pilgers (russisch Откровенные рассказы странника [духовному своему отцу]) ist ein geistliches Erbauungsbuch eines unbekannten Verfassers und erzählt von einem russisch-orthodoxen Pilger in Russland Mitte des 19. Jahrhunderts, der das Bibelwort „Betet ohne Unterlass!“ (1 Thess 5,17 ) im Rahmen der hesychastischen Praxis zu verwirklichen sucht.
Das Buch wurde erstmals 1870 veröffentlicht und trug später wesentlich zur weltweiten Verbreitung des Jesusgebets unter Christen verschiedener Konfessionen bei.

## Entstehung
Das Buch ist in zwei Teile gegliedert. Die erste gedruckte Version des ersten Teils erschien 1870 in Kasan (Russland) unter dem Titel „Aufrichtige Erzählungen eines Pilgers, seinem geistlichen Vater mitgeteilt“, nachdem vorher schon Handschriften verbreitet waren. 1881 erschien die zweite, 1884 die dritte Auflage, die der heutigen Ausgabe zu Grunde liegt. Alexis Pentkovski, der die Textgeschichte eingehend erforschte, nimmt an, dass der Archimandrit Michail Koslow der Verfasser war.
Der zweite Teil des Buches erschien 1911 in Moskau. Der Verfasser ist ebenfalls unbekannt.

## Inhalt
Der erste Teil ist ein in der Ich-Form verfasster Bericht eines russischen Pilgers, dessen Name nicht genannt wird, wohl aus der Zeit zwischen 1853 und 1861. Bei einem orthodoxen Gottesdienstbesuch hört der Pilger das Bibelwort „Betet ohne Unterlass!“ (vgl. 1 Thess 5,17 ). Er fragt sich, wie er diese Mahnung verwirklichen könne. Auf seiner Pilgerreise begegnet er einem Starez, der ihn das Jesusgebet lehrt und auf Lehren aus der Philokalie, bzw. deren russischen Übersetzung, der Dobrotoljubie, hinweist. Daraufhin liest dieser häufig in jenem Buche und berichtet, dass ihm der Inhalt dank dem immerwährenden Gebet mit der Zeit immer klarer und verständlicher wird. Im weiteren Verlauf des ersten Teils erzählt der Pilger von seinen eigenen Erfahrungen mit diesem Gebet und Begegnungen mit anderen Menschen, mit denen er über das Jesusgebet spricht.
Der zweite Teil ist eine in Dialogform verfasste Gebetslehre.

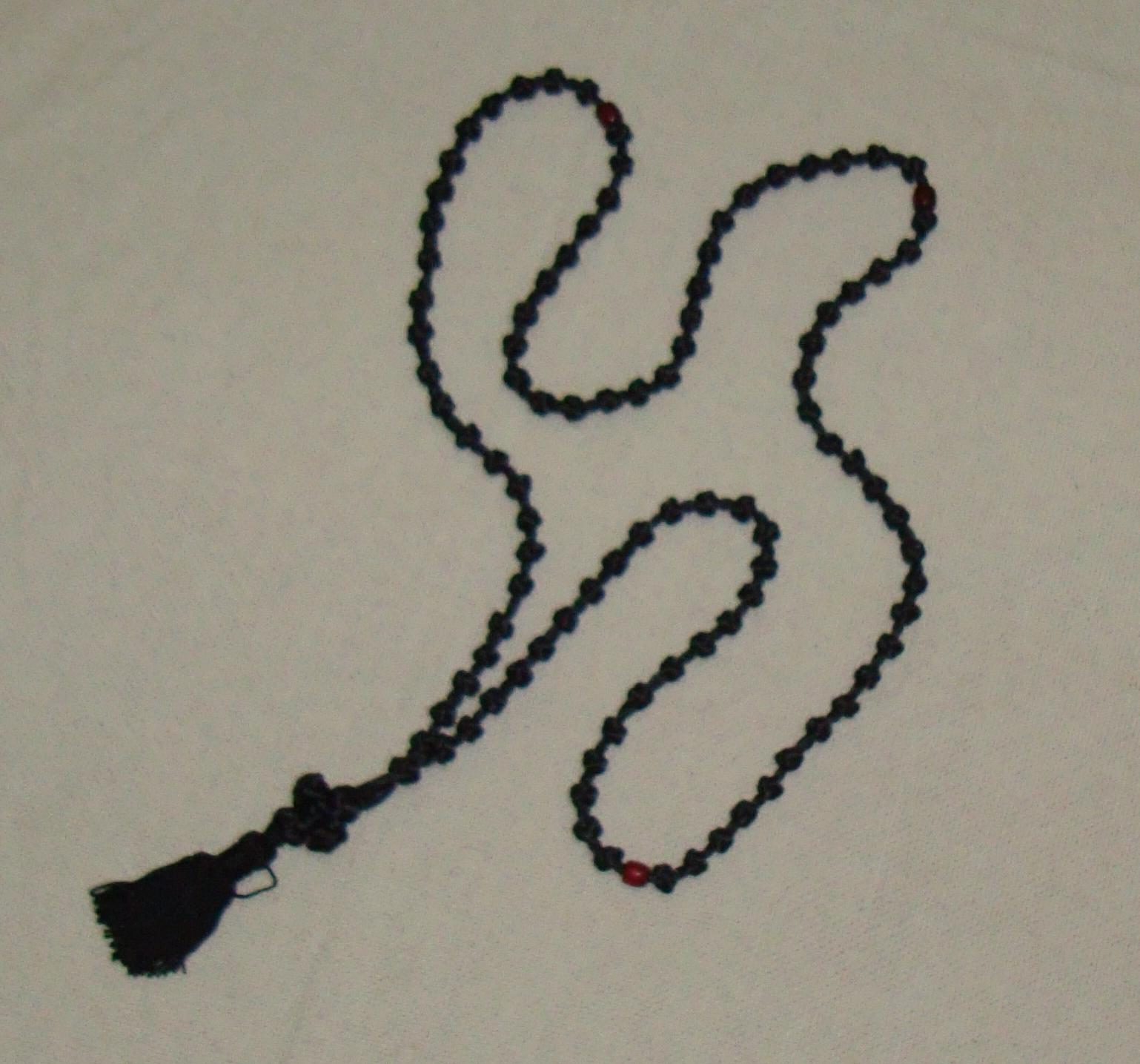
Der Komboskini ist eine speziell für das Jesusgebet gefertigte Gebetsschnur.

### Das Jesusgebet
Das Jesusgebet (auch Herzensgebet genannt) nimmt im Buch eine zentrale Rolle ein; es beschränkt sich dabei auf den Satz „Herr Jesus, Christus, erbarme Dich meiner.“ Bei der ersten Unterweisung lernt der Pilger vom Starez, dieses bei jeder Perle einer Gebetsschnur zu beten. Anfangs darf er die Schnur nur wenige Male „durchbeten“, mit der Zeit häufiger, bis er schließlich die Erlaubnis erhält, das Gebet jederzeit in Gedanken oder Worten zu beten. Mit der Zeit wird dieses Gebet zu seinem ständigen Begleiter und verlässt ihn auch während des Essens oder im Gespräch mit anderen nicht mehr. Das Gebet wird dem Pilger schließlich so wichtig, dass er die Einsamkeit sucht, wo er in Abgeschiedenheit beten und die Philokalie studieren kann.

### Die Philokalie
Vom Starez, der bis zu seinem Tod der geistliche Vater des Pilgers ist, wird er angewiesen das Jesusgebet anhand der Philokalie, einer Sammlung asketisch-mystischer Sprüche und Lehren orthodoxer Schriftsteller (Altväter, Wüstenväter) aus dem 4. bis 15. Jahrhundert zu lernen. Hierzu gibt der Starez klare Anweisungen, wie der Pilger die Philokalie zu lesen hat:

„Lies zuerst das Buch des Mönches Nikephoros [...], dann lies das gesamte Buch Gregors vom Sinai mit Ausnahme der kurzen Kapitel, dann lies die Ausführungen des Symeon, des neuen Theologen, über die drei Arten des Gebetes und seine Schrift über den Glauben, und anschließend lies das Buch des Kallistos und Ignatios. Das Werk dieser Väter enthält sämtliche Anweisungen und die Lehre vom inneren Herzensgebet und kann von allen verstanden werden.“

## Wirkungsgeschichte und Rezeption
Das Jesusgebet und die hesychastische Erneuerung standen im Zentrum der Imjaslavie (Verehrung des Namens Gottes)-Bewegung in der russischen Orthodoxie zu Beginn des 20. Jahrhunderts, die sich auch unter diesem Gesichtspunkt intensiv mit dieser Schrift auseinandersetzte.
Der orthodoxe Heilige Ignati Brjantschaninow, der über die zum Glauben kam, kritisierte die „Aufrichtigen Erzählungen“ scharf, weil er darin große Defizite erkannte und meinte, das Jesusgebet werde hier als einfacher Weg zum Heil dargestellt, wobei Umkehr und Buße vernachlässigt würden.
In J. D. Salingers Werk Franny und Zooey spielt das Werk eine wichtige Rolle.

## Deutsche Übersetzung
- Übersetzung von Reinhold von Walter
  - Ein russisches Pilgerleben. Petropolis / Schmiede, Berlin 1925.
  - Emmanuel Jungclaussen (Hrsg.): Aufrichtige Erzählungen eines russischen Pilgers. Herder, Freiburg i.Br.  2000, ISBN 3-451-04947-3.
- Übersetzung von Lydia Meli-Bagdasarowa: Erzählungen eines russischen Pilgers, Josef Stocker Verlag, Luzern 1944.